# Schwedische Badminton-Mannschaftsmeisterschaft 2000/01
Titelträger der Schwedischen Badminton-Mannschaftsmeisterschaft 2000/2001 im Badminton und damit schwedischer Mannschaftsmeister wurde der Klub Fyrisfjädern, der sich in den Play-offs durchsetzen konnte. Die Liga trug in dieser Saison den Namen Elitserien. Sie war in eine Nord- und eine Südgruppe unterteilt.

## Vorrunde

### Elitserien Norra
| Platz | Team           | Spiele | G  | U(G) | U(V) | V | Spielpunkte | Punkte |
| ----- | -------------- | ------ | -- | ---- | ---- | - | ----------- | ------ |
| 1     | Fyrisfjädern   | 10     | 10 |      |      |   | 80-10       | 30     |
| 2     | Täby BMF       | 10     | 6  | 1    | 1    | 2 | 62-28       | 21     |
| 3     | IFK Umeå       | 10     | 6  | 1    | 1    | 2 | 62-28       | 21     |
| 4     | Skogås BK      | 10     | 4  |      |      | 6 | 38 - 52     | 12     |
| 5     | Västerås BMF   | 10     | 1  | 1    |      | 8 | 19-71       | 5      |
| 6     | Bergsåkers BMK | 10     |    |      | 1    | 9 | 9-81        | 1      |

### Elitserien Södra
| Platz | Team                | Spiele | G | U(G) | U(V) | V  | Spielpunkte | Punkte |
| ----- | ------------------- | ------ | - | ---- | ---- | -- | ----------- | ------ |
| 1     | Västra Frölunda BMK | 10     | 9 | 1    |      |    | 75-15       | 29     |
| 2     | BMK Aura            | 10     | 6 | 1    |      | 3  | 54-36       | 20     |
| 3     | Göteborgs BK        | 10     | 5 |      | 3    | 2  | 54-36       | 18     |
| 4     | Malmö BK            | 10     | 4 | 1    |      | 5  | 40-50       | 14     |
| 5     | Askim BC            | 10     | 3 |      |      | 7  | 35-55       | 9      |
| 6     | Halmstads BK        | 10     |   |      |      | 10 | 12-78       | 0      |

## Play-offs

### Viertelfinale
- Fyrisfjädern – Malmö BK: 9-0, 7-2
- IFK Umeå – BMK Aura: 6-3, 7-2
- Skogås BK – Västra Frölunda BMK: 0-9, 1-8
- Täby BMF – Göteborgs BK: 7-2, 7-2

### Halbfinale
- Fyrisfjädern – IFK Umeå: 6-3, 6-3
- Västra Frölunda BMK – Täby BMF: 5-4, 5-4

### Finale
- Fyrisfjädern – Västra Frölunda BMK: 6-3, 3-6, 5-2